# Emily Ward
Emily Mary Jane Ward, född 13 augusti 1850, död 15 juni 1930, var en brittisk utbildningspionjär, som startade Norland Place School samt Norland Institute.
Hon föddes i Derby. När hon var i början av 20-årsåldern undervisade hon på småbarnsstadiet vid Notting Hill High School. Efter att ha tagit influenser från Friedrich Fröbel, startade hon 1876 Norland Place School. 1891 gifte hon sig, 40 år gammal, med Walter Cyril Ward. 1892 drog hon igång Norland Institute, en träningsskola för barnflickor och barnsköterskor, som uppnådde internationell uppmärksamhet. Hon avled i Bognor.

### Fotnoter
1. ↑  Mrs Emily Ward: Foundress of Norland College
2. 1 2  Stokes, 1992